# Heinrich Bischoff (Germanist)
Heinrich Bischoff (* 17. Juni 1867 in Montzen; † 24. Juni 1940 in Aachen) war ein belgischer Germanist und Literaturkritiker.

## Leben und Wirken
In einer der plattdeutschen Gemeinden Belgiens geboren und aufgewachsen, wurde Heinrich Bischoff, Sohn von Johann Bischoff und Josefine Coenen, zu Hause vorzugsweise deutschsprachig erzogen. Nach seiner Schulzeit studierte er Germanistik an der Universität Lüttich, wo er von dem dort lehrenden Historiker Godefroid Kurth geprägt wurde, der 1893 in Arlon den „Verein zur Pflege und Hebung der deutschen Muttersprache im deutschsprachigen Belgien“ gegründet hatte.
Anschließend unterrichtete Bischoff von 1887 bis 1895 Sprach- und Literaturwissenschaften für angehende Gymnasiallehrer an der École Normale Supérieure und an der Universität Lüttich sowie am städtischen Gymnasium in Nivelles. Im Jahr 1895 wurde er zunächst als außerordentlicher Professor und ab 1905 als ordentlicher Professor für Deutsche Sprache und Literatur an der Universität Lüttich übernommen und 1920 aus gesundheitlichen Gründen emeritiert.
Außerhalb seiner offiziellen Lehrtätigkeit setzte sich Bischoff weiterhin im Sinne von Godefroid Kurth vehement für die Verbreitung und Pflege der deutschen Sprache auch außerhalb der deutschsprachigen Gebiete von Ostbelgien ein und hatte das Ziel, diese unter anderem in den Bezirken Verviers, Bastogne und dem Areler Land wiederzubeleben. Dazu gründete er 1905 den „Deutschen Verein für die Provinz Lüttich“ mit Sitz in Montzen sowie die Schiller-Gesellschaft in Lüttich.
Nach dem Ersten Weltkrieg, als die Kreise Eupen und Malmedy laut Versailler Vertrag dem Land Belgien zugeteilt worden waren und sich später aus dem Verbund der „Neubelgier“ aus Protest Gruppierungen wie beispielsweise die Heimattreue Front entwickelt hatten, die eine Wiederangliederung an das Deutsche Reich anstrebten, stieß Bischoff mit seinem Engagement für die deutsche Sprache vor allem bei den „Altbelgiern“ auf zunehmende Kritik. Im Besonderen seine Forderung, auch außerhalb der deutschsprachigen Kantone Ostbelgiens sowohl in den altbelgischen als auch in den luxemburgischen Gemeinden mit ehemals deutschem Einfluss im Schulunterricht die deutsche Sprache als Hauptsprache wieder einzuführen, verursachten beispielsweise in den Gemeinden Gemmenich, Plombieres, Welkenraedt, Baelen sowie im Areler Land und vielen anderen Gemeinden einen erheblichen Widerstand und es wurde Bischoff unterstellt, eine offene Sympathie für das Deutsche Reich zu hegen. Diese Meinung wurde zudem bestärkt, als Bischoff zusammen mit dem sozialistischen Abgeordneten Marc Somerhausen (1899–1992) und dem Pfarrer Frédéric Schaul im Jahr 1931 im Grenzort Tintingen den „Bund der Deutsch-Belgier“ gründete, der als Nachfolgeorganisation des im Ersten Weltkrieg aufgelösten „Vereins zur Pflege und Hebung der deutschen Muttersprache im deutschsprachigen Belgien“ seines Lehrers und Mentors Godefroid Kurth gedacht war und dem Verfall des „Deutschtums“ entgegenwirken sollte. Da jedoch die Bevölkerung in diesen Gemeinden in ihrer belgisch-nationalen Einstellung gefestigt war und zudem durch die beginnenden nationalistischen Strömungen in Deutschland in gewisser Weise abgeschreckt wurde, stieß der von Bischoff gegründete Bund bereits ab 1933 auf zunehmende Inakzeptanz und wurde später bedeutungslos.
In Deutschland wurde Bischoff im Jahr 1938 für seinen Einsatz für die deutsche Sprache mit dem Joseph-von-Görres-Preis der Stiftung F. V. S. durch die Rheinische Friedrich-Wilhelms-Universität Bonn geehrt. Zwei Jahre später starb er in Aachen und wurde auf dem dortigen Waldfriedhof beigesetzt. In Erinnerung an ihn wurde später an seinem letzten belgischen Wohnsitz im Ortsteil Hauset eine Straße nach ihm benannt.

## Schriften (Auswahl)
Bischoff veröffentlichte mehrere Publikationen, die unter anderem seinen Einsatz für die deutsche Sprache dokumentierten, darunter:
- Ludwig Tieck als Dramaturg. 1897. (2016, ISBN 978-3-7433-4276-7)
- Das deutsche Volkslied. Verlag Alphonse Willems, Aubel 1898.
- Die deutsche Sprachdichtung. Verlag Alphonse Willems, Aubel 1900.
- Heinrich Hansjakob. Verlag Alfons Siffer, Gent 1901, ISBN 978-1-168-37704-3.
- Richard Bredenbrücker, der südtirolische Dorfdichter. Ein literarische Studie, Verlag Alfons Siffer, Gent 1902.
- Unsere Dritte Nationalsprache, ihre Geschichte und ihre Rechte. Gent 1907.
- Nikolaus Lenau, Gedichte. Strecker und Schröder, Stuttgart 1924.
- Die deutsche Sprache in Belgien. Ihre Geschichte und ihre Rechte. Esch & Cie, Eupen 1931.
- Geschichte der Volksdeutschen in Belgien. Hrsg. Georg Scherdin. Heimat-Verlag, Aachen 1941.